# Аконкагва
Аконкагва (шп. Cerro Aconcagua) је планина у Аргентини недалеко од границе Чилеа са истоименим највишим врхом Анда 6.960 m и јужне хемисфере. Аконкагва је окружена долинама Ваље де лас вакас и Ваље де лос орконес инфериор. Са планине почиње да тече истоимена река Аконкагва која се улива у Тихи океан у Чилеу. Име Аконкагва потиче од домородачких речи Aconca-Hue што значи камени стражар. Први човек који је освојио овај врх био је Швајцарац Матијас Цурбриген 14. јануара 1897. године.
Аконкагва је највиша планина у Америци, највиша ван Азије, и највиша на јужној хемисфери са надморском висином од 6.961 m (22.838 ft). Налази се 112 kilometres (70 miles) северозападно од главног града провинције, града Мендозе, око five kilometres (three miles) од провинције Сан Хуан и 15 km (9 mi) од границе Аргентине са суседним Чилеом. Планина је један од седам врхова седам континената.
Аконкагва је омеђена Вале де лас Вакасом на северу и истоку и Вале де лос Хорконес Инфериор на западу и југу. Планина и њена околина су део покрајинског парка Аконкагва. Планина има велики број глечера. Највећи глечер је Вентискуеро Хорконес Инфериор, дугачак око 10 km (6 mi), који се спушта са јужне стране до око 3.600 m (11.800 ft) надморске висине у близини кампа Конфлуенсија. Два друга велика глечерска система су Вентискуеро де лас Вакас Сур и систем глечера Есте/Вентискуеро Релинхос који је око 5 km (3 mi) дуг. Најпознатији је североисточни или Пољски глечер, јер је то уобичајена рута успона.

## Планинарење
У планинарском смислу, Аконкагва је технички лака планина ако јој се приђе са севера, нормалним путем. Аконкагва је вероватно највиша нетехничка планина на свету пошто северни апсолутно пут не захтева ужад, секире и клинове. Иако су утицаји надморске висине озбиљни (атмосферски притисак је 40% нивоа мора на врху), употреба додатног кисеоника није уобичајена. Висинска болест ће донекле утицати на већину пењача, у зависности од степена аклиматизације. Иако је уобичајени успон технички лак, на овој планини се сваке године догоди више жртава (само у јануару 2009. погинуло је пет пењача). То је због великог броја пењача који покушавају и зато што многи пењачи потцењују објективне ризике надморске висине и хладног времена, што је прави изазов на овој планини. С обзиром на временске услове близу врха, повреде од хладног времена су веома честе.

### Кампови
Кампови на нормалној рути су наведени у наставку (висине су приближне).
- Пуенте дел Инка, 2.740 m (8.990 ft): Мало село на главном путу, са објектима укључујући и ложу.
- Конфлуенсија, 3.380 m (11.090 ft): Камп на неколико сати у националном парку.
- Плаза де Мулас, 4.370 m (14.340 ft): Базни камп, за који се тврди да је други по величини на свету (после Евереста). Има неколико шатора за оброке, тушеве и приступ интернету. Преко глечера од главног кампа постоји ложа отприлике 1 km (0,62 mi). У овом кампу, пењаче прегледа медицински тим како би проверио да ли су довољно спремни да наставе успон.
- Камп Канада, 5.050 m (16.570 ft): Велика платформа која гледа на Плазу де Мулас.
- Камп Аљаска, 5.200 m (17.060 ft): На шпанском се зове „промена нагиба“, мала локација како се нагиб од Плаза де Мулас до Нидо де Кондорес смањује. Није уобичајено кориштен.
- Нидо де Кондорес, 5.570 m (18.270 ft): Велика висораван са широким погледом. Овде обично кампује чувар парка.
- Камп Берлин, 5.940 m (19.490 ft): Класични високи камп, који нуди разумну заштиту од ветра.
- Камп Колера, 6.000 m (19.690 ft): Већи, али мало изложенији, камп који се налази директно на северном гребену у близини кампа Берлин, са све већом популарношћу. У јануару 2011. године отворено је склониште у кампу Колера за искључиво коришћење у хитним случајевима.[11] Склониште је названо Елена по италијанској пењачици Елени Сенин, која је умрла у јануару 2009. убрзо након што је стигла на врх, а чија је породица донирала склониште.[12]
- Неколико могућих локација за камповање или бивак, укључујући Пиедрас Бланкас (~6100 m) и Индепенденција (~6350 m), налази се изнад Колере; међутим, ретко се користе и пружају малу заштиту.

### Историја
Европљани су први покушај да се попну на Аконкагву направили 1883. године у виду групе коју је предводио немачки геолог и истраживач Паул Гусфелдт. Подмићујући носаче причом о благу на планини, он пришао је планини преко вулкана Рио, направивши два покушаја досезања врха поред северозападног гребена и достигавши висину од 6.500 m (21.300 ft). Рута коју је истражио сада је стандардна рута уз планину.
Први забележени успон био је 1897. године од стране европске експедиције коју је предводио британски планинар Едвард Фицџералд. Фицџералд није успео да стигне до врха након осам покушаја између децембра 1896. и фебруара 1897, али (швајцарски) водич експедиције, Матијас Цирбриген, стигао је до врха 14. јануара. У последњем покушају месец дана касније, два друга члана експедиције, Стјуарт Вајнс и Никола Ланти, стигли су до врха 13. фебруара.
Источну страну Аконкагве је први пут прешла пољска експедиција, са Константијем Наркијевичем-Јодком, Стефаном Дашињским, Виктором Островским и Стефаном Осјецким који су се 9. марта 1934. године попели на оно што је данас познато као Пољски глечер. Руту преко Југозападног гребена покренули су током седам дана у јануару 1953. швајцарско-аргентински тим Фредерика и Дорли Мармилод, Франсиска Ибањеза и Фернанда Грахалеса. Чувено тешко Јужно лице освојио је француски тим предвођен Ренеом Ферлеом. Пјер Лесуеур, Адриен Дагори, Роберт Параго, Едмонд Денис, Луциен Берардини и Ги Пуле достигли су самит након месец дана напора 25. фебруара 1954.
Према подацима из 2020. године, најмлађа особа која је стигла на врх Аконкагве је Тајлер Армстронг из Калифорније. Имао је девет година када је стигао на самит 24. децембра 2013. године. Камја Картикејан из Индије са 12 година постала је најмлађа девојчица која је стигла на самит 1. фебруара 2020. године. Најстарији човек који се попео на њега био је Скот Луис, који је достигао врх 26. новембра 2007. године, када је имао 87 година.
У базном кампу Плаза де Мулас (на 4.300 m (14.100 ft) надморске висине) налази се највиши шатор галерије савремене уметности под називом „Наутилус“ аргентинског сликара Мигела Доуре.
Килијан Жорнет је 2014. поставио рекорд у пењању и спуштању Аконкагве са Хорконеса за 12 сати и 49 минута. Рекорд је оборио мање од два месеца касније еквадорско-швајцарски планинар Карл Еглоф, са временом од 11 сати и 52 минута, скоро сат времена брже од Килијана Жорнеа. Рекорд за жене држи Еквадорка Данијела Сандовал у 20 сати и 17 минута.
Дана 25. септембра 2019. године, Ербас хеликоптер H145 слетео је на сам врх планине Аконкагва. Ово је први пут у историји да је двомоторни хеликоптер слетео на овој висини. Укупно је било потребно 45 минута за цео пут, 30 минута од Мендозе и још 15 минута од базног кампа до врха. Пријављене су температуре до −22 °C (−8 °F), са ударима ветра до 30 kn (56 km/h; 35 mph). Ово није највиша локација на коју је хеликоптер слетео, јер је пре тога једномоторни Ербас хеликоптер H125 слетео на Монт Еверест, највишу планину на свету.

### Опасности
Са скоро 7.000 m (23.000 ft), Аконкагва је највиши врх ван Азије. Верује се да има највећу стопу смртности од свих планина у Јужној Америци — око три годишње — што јој је донело надимак „Планина смрти“. Више од 100 људи је умрло у Аконкагви од када су записи почели.

## Клима
Клима је планинска. Просечна температура у подножју износи 20 °C у јануару и 3 °C у августу, док се на висини од 5.000 м температура спушта и до -30 °C.